# Domicijanova dačanska vojna
Od vladavine kralja Burebiste (vladal  82 pr. n. št.–44 pr. n. št.), ki na splošno velja za največjega dačanskega kralja, so Dačani stalno ogrožali Rimsko cesarstvo. Načrt za pohod na Dakijo je naredil že Julij Cezar. Grožnja se je zmanjšala, ko se je Dakija po Burebistovi smrti leta 44 pr. n. št. med dinastičnimi boji razdelila na štiri ali pet (odvisno od vira) plemenskih držav. Avgustu, kasnejšemu rimskemu cesarju (vladal 27 pr. n. št.–14 n. št.), so Dačani ponudili svojo podporo  proti Marku Antoniju in v zameno zahtevali ugodnosti, katerih vsebina ni znana.  Avgust je njihovo zahtevo zavrnil in Dakija je podprla njegovega nasprotnika. Avgust je leta 29 pr. n. št. poslal v Dakijo več kazenskih ekspedicij, ki jih je vodil Mark Licinij  Kras mlajši vnuk slavnega   Marka Licinija  Krasa starejšega, ki je zatrl Spartakov upor sužnjev. Kras je zadal Dačanom velike izgube in ubil tri od petih kraljev. Vdori Dačanov v Panonijo in Mezijo so kljub temu trajali še več let, resna grožnja pa se je končala.:9-10
Po 116 letih relativnega miru ob rimski meji je pozimi leta 85 dačanska vojska kralja Durasa pod poveljstvom generala Diurpaneja napadla Mezijo in ubila njenega guvernerja, nekdanjega konzula Opija Sabina.
Rimski cesar Domicijan je v opustošeno provinco pripeljal svoje legije, jo razdelil na Spodnjo in Gornjo Mezijo in naredil načrt za napad na Dakijo naslednje leto. Po prihodu svežih legij leta 87 začel pohod, ki je na splošno znan kot prva ali Domicijanova dačanska vojna. General Diuparnej je preko svojih odposlancev Rimljanom ponudil mir. Domicijan je ponudbo zavrnil in preko pontonskega mostu čez Donavo poslal pretorskega prefekta Kornelija Fuska s 5 ali 6 legijami. Rimska vojska je padla v zasedo in bila v pri bitki pri Tapi poražena. V. legija  Alaudae je bila verjetno popolnoma uničena. General Diuparnej  se je po zmagi preimenoval v Decebala  (Hrabri) in bil izvoljen za dačanskega kralja. Fusk je v bitki padel, legiji pa sta izgubili svoje prapore, kar je pohod spremenilo v veliko ponižanje. Leta 88 se je rimska ofenziva nadaljevala. Rimska armada, tokrat  pod poveljstvom Tetija Julijana, je porazila Dačane pred odročno dačansko trdnjavo Sarmizegetuso in pri Tapi v bližini sedanje vasi Bucova v Romuniji. Po bitki je Decebal, zdaj kralj štirih združenih dačanskih držav, zaprosil za mir in bil ponovno zavrnjen. Domicijan je kasneje ponudbo sprejel, predvsem zato, ker je legije potreboval ob Renu, da bi zatrl upor  rimskega guvernerja Gornje Germanije Lucija Antonija Saturnina, ki se je proti Domicijanu združil z Markomani, Kvadi in sarmatskimi Jazigi.
Domicijan se je z Decebalom dogovoril za mirovne pogoje, pri čemer je pogajal o prostem dostopu rimskih čet skozi dačansko regijo, Decebalu pa je podelil letno subvencijo v višini 8 milijonov sestercev. Sodobni avtorji so to pogodbo ostro kritizirali, saj so jo Rimljani imeli za sramotno in je pustila smrt Sabina in Fuska nemaščevano. Do konca Domicijanove vladavine je Dakija ostala relativno mirno kraljestvo, vendar je Decebal rimski denar uporabil za utrjevanje svoje obrambe. Domicijan si je verjetno želel nove vojne proti Dačanom in je Zgornjo Mezijo okrepil z dvema dodatnima konjeniškima enotama, pripeljanima iz province Sirije in z vsaj petimi kohortami, pripeljanimi iz Panonije. Trajan je nadaljeval Domicijanovo politiko in pomožnim silam Zgornje Mezije dodal še dve enoti pomožne rimske vojske, nato pa je kopičenje vojakov izkoristil za svoje dačanske vojne. Rimljani so leta 106 končno dosegli odločilno zmago proti Decebalu. Rimska vojska je ponovno utrpela velike izgube, vendar je Trajanu uspelo zavzeti Sarmizegetuzo in kar je pomembno, priključiti dačanske rudnike zlata in srebra.